# Huhtajärvi (Jukkasjärvi socken, Lappland, 753548-177899)
Huhtajärvi är en sjö i Kiruna kommun i Lappland och ingår i Torneälvens huvudavrinningsområde.